# Eschscholzia rhombipetala
Eschscholzia rhombipetala är en vallmoväxtart som beskrevs av Edward Lee Greene. Eschscholzia rhombipetala ingår i släktet sömntutor, och familjen vallmoväxter. Inga underarter finns listade i Catalogue of Life.